# Циклаури, Андрей Васильевич
Андрей Васильевич Циклаури (1883, Грузия — 10.05.1958) — паровозный машинист-инструктор Тбилисского депо Закавказской железной дороги.

## Биография
Родился в 1883 году в селе Толлат-Сопели Тианетского района Грузии в крестьянской семье. Грузин. В детстве с родителями переехал в Баку. В 17 лет устроился учеником слесаря в паровозное депо Баку. Три с лишним года учился он слесарному делу, хорошо изучил конструкцию.
В 1904 году стал помощником машиниста. Участвовал в революционном движении. В 1905 году, во время забастовки Бакинских рабочих, пустил под откос поезд в карателями. Был арестован, четыре месяца провел в тюрьме. После освобождения долго был без работы, потом устроился помощником машиниста. В 1914 году стал сам водить составы.
После революции, в период англо-турецкой оккупации Баку по заданию Шаумяна Циклаури увёл из-под носа оккупантов санитарный поезд с ранеными красноармейцами. Дольше оставаться в Баку было опасно, и он с семьей в 1918 году уехал в Тифлис.
Здесь снова трудился машинистом. В 1933 году его паровоз Б-126 занял первое место на конкурсе, а сам он был признан лучшим машинистом Закавказья. К 1934 году его паровоз имел пробег 20 000 км без ремонта. Он активно поддержал почин Петра Кривоноса, активно участвовал в слетах краивносовцев, о его опыте писали газеты. 4 апреля 1936 года машинист паровозного депо Тбилиси А. В. Циклаури в числе 976 железнодорожников страны был награждён орденом Ленина. Ему также вручили и знак «Почётному железнодорожнику».
В ответ на высокую награду последовала новая победа. Паровоз Циклаури СУ 204-02 пробежал без ремонта и промывки 40 000 километров по горным дорогам Закавказья. Привычным был вес поезда в 620, а потом и в 700 тонн. Циклаури попробовал увеличить число вагонов и вес поезда и вскоре стал водить поезда весом 1000 тонн. Работая машинистом, предотвратил шесть крупных крушений.
В 1936 году был избран делегатом VIII чрезвычайного съезда Советов, на котором обсуждалась и утверждалась новая Конституция СССР. 12 декабря 1937 года А. В. Циклаури был избран в Совет Национальностей Верховного Совета СССР.
В 1938 году Андро Циклаури исполнилось 55 лет, он имел право уйти на заслуженный отдых. Его перевели на должность машиниста-инструктора для передачи богатого опыта молодым машинистам. Помимо поездок с молодыми машинистами Андрей Васильевич два раза в год ездил в Москву на заседания Верховного Совета, выступал на предприятиях с рассказом о принятых решениях. 23 ноября 1939 года был награждён орденом «Знак Почёта».
Когда началась война, А. В. Циклаури продолжал выполнять свои обязанности. И хотя до декабря 1943 года Верховный Совет не собирался, у депутата было много работы с избирателями, он продолжал работать машинистом-инструктором с особой энергией — Закавказская магистраль в 1942 году стала прифронтовой.
Указом Президиума Верховного Совета СССР от 5 ноября 1943 года «за особые заслуги в деле обеспечении перевозок для фронта и народного хозяйства и выдающиеся достижения в восстановлении железнодорожного хозяйства в трудных условиях военного времени» Циклаури Андрею Васильевичу присвоено звание Героя Социалистического Труда с вручением ордена Ленина и золотой медали «Серп и Молот».
После Победы до выхода на заслуженный отдых продолжал работать в Тбилисском депо. Жил в Тбилиси. Скончался 10 мая 1958 года.
Награждён тремя орденами Ленина, Трудового Красного Знамени, «Знак Почета», медалями; двумя знаками «Почетный железнодорожник».
В мае 1969 года на улице Циклаури в Тбилиси была установлена мемориальная доска.